# Комокомонг
Комокомонг (сото Qomoqomong) е община в южно Лесото, област Кутинг. Населението на общината през 2006 година е 6760 души.